# Zhou Lulu
Zhou Lulu, född 19 mars 1988 i Yantai, är en kinesisk tyngdlyftare som tävlar i +75-kilosklassen. I världsmästerskapen i tyngdlyftning har hon vunnit guld år 2011. Hon har även vunnit guld 2011 i asiatiska mästerskapen i tyngdlyftning. Zhou Lulu deltog i olympiska sommarspelen 2012 i London där hon vann guld i +75-kilosklassen.